# Embalse de Eugui
Embalse de Eugui är en reservoar i Spanien.   Den ligger i provinsen Provincia de Navarra och regionen Navarra, i den nordöstra delen av landet, 300 km nordost om huvudstaden Madrid. Embalse de Eugui ligger 627 meter över havet. Arean är 1,0 kvadratkilometer. I omgivningarna runt Embalse de Eugui växer i huvudsak blandskog. Den sträcker sig 2,6 kilometer i nord-sydlig riktning, och 1,3 kilometer i öst-västlig riktning.